# 俾斯麥 (阿肯色州)
俾斯麥（英語：Bismarck）是位於美國阿肯色州溫泉縣的一個非建制地區。該地的面積和人口皆未知。

## 地理
俾斯麥的座標為34°18′58″N 93°10′15″W / 34.31611°N 93.17083°W，而該地的平均海拔高度為150米（即492英尺）。